# Alison (låt)
Alison är en låt av Elvis Costello från hans debutalbum My Aim Is True (1977). Den amerikanska musiktidskriften Rolling Stone placerade "Alison" som #318 på sin lista över "The 500 Greatest Songs of All Time".